# Irlanda en el Festival de la Canción de Eurovisión 2018
Irlanda participó en el Festival de Eurovisión 2018 con el tema "Together" de Ryan O'Shaughnessy. En la semifinal 1, logró clasificarse hacia la final con una sexta posición y 179 puntos. Una vez en la final, obtuvo la decimosexta plaza con 136 puntos.

## Elección interna
El 31 de enero de 2018, la RTÉ anunció que Ryan O'Shaughnessy sería su representante en el Festival de Eurovisión 2018 con un tema llamado "Together". Dicho tema se publicó el 9 de marzo de 2018.

## En Eurovisión
El Festival de la Canción de Eurovisión 2018 tuvo lugar en el Altice Arena de Lisboa, Portugal y consistió en dos semifinales el 8 y 10 de mayo y la final el 12 de mayo de 2018. De acuerdo con las reglas de Eurovisión, todas las naciones con excepción del país anfitrión y los "5 grandes" (Big Five) deben clasificarse en una de las dos semifinales para competir en la final; los diez mejores países de cada semifinal avanzan a esta final. Irlanda estuvo en la semifinal 1, y se clasificó gracias a una sexta plaza con 179 puntos. En la final, obtuvo la decimosexta posición con 136 puntos.